# Kinema junjō
Pour plus de détails, voir Fiche technique et Distribution.
Kinema junjō (キネマ純情) est un film japonais écrit et réalisé par Noboru Iguchi, sorti en 2016.

## Fiche technique
- Titre original : Kinema junjō (キネマ純情?)
- Réalisation : Noboru Iguchi
- Scénario : Noboru Iguchi
- Producteur : Mana Fukui
- Producteur exécutif : Yasuhiko Fukuda (ja)
- Société de production :
- Musique : Yasuhiko Fukuda (ja)
- Pays d'origine :  Japon
- Langue originale : japonais
- Genre : Comédie
- Durée : 82 minutes (1 h 22)
- Dates de sortie : 
  - Japon : 28 février 2016 (festival international du film fantastique de Yubari) - 12 mars 2016 (en salles)[1]

## Distribution
- Minori Arakawa : Akari
- Miko Haruno : Moe
- Yuni Hon : Yoshie
- Asaka Nakamura : Naomi
- Ayaka Ōbu : Kazuko
- Sumire Ueno : Keiko
- Airi Yamamoto : Ayano
- Anna Yanagi : Aki